# Landskap i Finland
Finlands landskap är sedan 2010, då länen avskaffades, den högsta nivån i Finlands administrativa indelning. För varje landskap (utom Åland) finns ett landskapsförbund, en samkommun som arbetar med regional utveckling och fungerar som intresseorganisationer för landskapet och landskapets kommuner.

## Beskrivning
Det finns nio historiska landskap (se artikeln Historiska landskap i Finland), men i samband med 1997 års länsreform infördes en ny kommunalrättslig enhet i form av sekundärkommuner, som benämns landskapsförbund (finska: maakuntaliitto eller maakunnan liitto).  Landskapsförbunden fungerar som samkommuner, bevakar sina landskaps och medlemskommuners intressen, arbetar med regional utveckling, handlägger kulturfrågor för sin befolkning och upprätthåller landskapsplaner. Därutöver sköter förbunden mångahanda internationella ärenden och kontakter. Det finns 18 sådana. Därtill finns det självstyrande landskapet Åland. Landskapsförbunden bygger till stor del på uppdelning av de historiska landskapen. Från början fanns det 19 landskapsförbund, men Östra Nyland gick upp i Nyland från 1 januari 2011.

### Landskapet Åland
Landskapet Åland intar en särställning såsom varande en autonom region i Finland. Landskapet tillkom redan 1920 när den första självstyrelselagen antogs. Den första paragrafen lyder: ”Landskapet Åland, som omfattar det nuvarande Ålands län, skall tillkomma självstyrelse, såsom i denna lag stadgas.” När länen avskaffades i Finland 2010 ersattes Länsstyrelsen på Åland av Statens ämbetsverk på Åland som fortfarande leds av en landshövding. Dagens åländska landskap har samma geografiska utbredning som det historiska landskapet Åland vad gäller landområde.

## Landskapsförbund i Finland

Finlands landskap och deras huvudorter.

| Svenskt namn          | Vapen | Huvudort                                   | Kod | Finskt namn       | Folkmängd (2023-12-31) | Historiskt landskap                      |
| --------------------- | ----- | ------------------------------------------ | --- | ----------------- | ---------------------- | ---------------------------------------- |
| Nyland                |       | Helsingfors                                | 01  | Uusimaa           | 1 759 537              | Nyland                                   |
| Egentliga Finland     |       | Åbo                                        | 02  | Varsinais-Suomi   | 490 786                | Egentliga Finland, Satakunda, Tavastland |
| Satakunta             |       | Björneborg                                 | 04  | Satakunta         | 211 740                | Satakunda                                |
| Egentliga Tavastland  |       | Tavastehus                                 | 05  | Kanta-Häme        | 169 547                | Tavastland                               |
| Birkaland             |       | Tammerfors                                 | 06  | Pirkanmaa         | 539 309                | Satakunda, Tavastland                    |
| Päijänne-Tavastland   |       | Lahtis                                     | 07  | Päijät-Häme       | 204 479                | Tavastland                               |
| Kymmenedalen          |       | Kotka (officiell), Kouvola (administrativ) | 08  | Kymenlaakso       | 158 658                | Tavastland, Nyland, Karelen              |
| Södra Karelen         |       | Villmanstrand                              | 09  | Etelä-Karjala     | 125 162                | Karelen                                  |
| Södra Savolax         |       | S:t Michel                                 | 10  | Etelä-Savo        | 129 914                | Savolax, Karelen, Tavastland             |
| Norra Savolax         |       | Kuopio                                     | 11  | Pohjois-Savo      | 248 190                | Savolax, Karelen, Tavastland             |
| Norra Karelen         |       | Joensuu                                    | 12  | Pohjois-Karjala   | 162 321                | Karelen                                  |
| Mellersta Finland     |       | Jyväskylä                                  | 13  | Keski-Suomi       | 273 271                | Tavastland, Satakunda                    |
| Södra Österbotten     |       | Seinäjoki                                  | 14  | Etelä-Pohjanmaa   | 190 539                | Österbotten, Satakunda                   |
| Österbotten           |       | Vasa                                       | 15  | Pohjanmaa         | 176 193                | Österbotten                              |
| Mellersta Österbotten |       | Karleby                                    | 16  | Keski-Pohjanmaa   | 67 736                 | Österbotten                              |
| Norra Österbotten     |       | Uleåborg                                   | 17  | Pohjois-Pohjanmaa | 418 205                | Österbotten                              |
| Kajanaland            |       | Kajana                                     | 18  | Kainuu            | 70 164                 | Österbotten                              |
| Lappland              |       | Rovaniemi                                  | 19  | Lappi             | 176 150                | Lappland, Österbotten                    |
| Åland                 |       | Mariehamn                                  | 20  | Ahvenanmaa        | 30 541                 | Åland                                    |
| Hela riket            |       | Helsingfors                                | –   | Koko maa          | 5 359 742              | –                                        |